# Панасин, Владимир Ильич
Владимир Ильич Панасин (25 марта 1938 – 18 июня 2020) — советский и российский учёный-агрохимик, почвовед. С 1964 по 2016 год В.И. Панасин являлся директором Центра агрохимической службы «Калининградский»

## Биография
Родился 25 марта 1938 года в Смоленской области в семье крестьян. После окончания школы закончил Шанталовский сельскохозяйственный техникум. Работал агрономом в Ленинградской области. Срочную службу в Вооруженных силах СССР проходил в Заполярье. В 1959 году поступил в Ленинградский государственный университет на кафедру агрохимии. По окончании университета был направлен на работу в Калининградскую область в качестве заведующего отделом агрохимии и почвоведения областной сельскохозяйственной опытной станции.
В 1964 году В.И. Панасин был назначен директором вновь создаваемого по постановлению ЦК КПСС и Совета Министров СССР Центра агрохимической службы «Калининградский», где он проработал более пятидесяти пяти лет. Здесь им были проведены фундаментальные исследования уникальных в России польдерных земель и выяснены возможности выращивания на них различных сельскохозяйственных культур. По результатам этой работы им была подготовлена и в 1970 году защищена кандидатская диссертация.
С 1967 года В.И. Панасин впервые в Калининградской области развернул широкомасштабные исследования по проблеме распространения микроэлементов во всех звеньях агроландшафтов. В процессе изучения этой проблемы в рамках агрохимии, впервые в нашей стране В.И. Панасин успешно совместил классическую агрохимическую и основанную на трудах В.И. Вернадского и А.Е. Ферсмана биогеохимическую парадигмы. Подробно изучена физиологическая роль микроэлементов, установлены количественные параметры аккумуляции и рассеяния микроэлементов, распределения их в профиле основных типов почв. Выявлены особенности латеральной и вертикальной миграции микроэлементов в почвенном профиле в зависимости от географических, геоморфологических, литологических, агрохимических факторов, а также уровня применения средств химизации земледелия. Вскрыты количественные закономерности миграционных потоков микроэлементов в системе почва-растение. Полученные результаты легли в основу нескольких монографий и докторской диссертации, которая была успешно защищена в 1985 году. На основании обобщений результатов серий опытов им были разработаны и внедрены в практику дозы, сроки и способы применения микроудобрений под различные сельскохозяйственные культуры. В настоящее время В.И. Панасин является известным ученым в области теоретических основ агрохимии микроэлементов и их практического применения.
Под его руководством была теоретически доказана целесообразность применения сланцевой золы в качестве известкового мелиоранта, а также разработана и внедрена в производство технология известкования кислых почв сланцевой золой. В.И. Панасин организовал мониторинг гидрохимического состава водоемов и водоисточников на территории Калининградской области, а также разработал технологию производства коро-пометных компостов на основе имевшихся запасов отходов целлюлозно-бумажного производства и птичьего помета, и регламенты применения этих компостов в овощеводческих хозяйствах.
В своей работе В.И. Панасин уделяет внимание совершенствованию методик агрохимического обследования и химико-аналитических работ. Им установлена целесообразность проведения двухъярусного обследования почв с характеристикой не только пахотного, но и подпахотного горизонтов по большинству агрохимических показателей, в том числе по содержанию физиологически важных для растений элементов. Под его руководством был разработан и внедрен в практику инновационный экспресс-метод определения жизнеспособности растений озимых культур на основе электропроводности тканей.
В.И. Панасин практически всю свою трудовую жизнь занимается подготовкой научных кадров и специалистов агропромышленного комплекса. С 1964 года он преподавал в Калининградском филиале Ленинградского сельскохозяйственного института, затем работал по совместительству на должности профессора в Калининградском государственном (ныне Балтийском федеральном) университете им. И. Канта, сейчас работает в Калининградском государственном техническом университете. В 1986 году В.И. Панасину было присвоено научное звание «профессор». Под его руководством сформировалась научная школа почвоведов, агрохимиков, растениеводов и экологов, было подготовлено и защищено две докторские и шестнадцать кандидатских диссертаций, выпущено около трех тысяч специалистов общебиологического и агрономического профиля.
За более чем полувековой период В.И. Панасин опубликовал около 600 научных трудов. На основании его работ в Калининградской области создана современная научная основа для эффективного ведения отрасли земледелия и сельского хозяйства в целом.

## Награды
- Орденом «Знак Почёта» (1974)
- Медаль «За доблестный труд. В ознаменование 100-летия со дня рождения В.И. Ленина» (1970), медаль «Почётный агрохимик» (2007), медаль имени академика И.И. Артоболевского (2007), юбилейной медалью имени академика А.И. Бараева (2008)
- Почётное звание «Заслуженный агроном РСФСР» (1984)
- Почетная грамота Президента Российской Федерации (2014)